# Ель Давид Мойсейович
Давид Мойсейович Ель (22 грудня 1928, Євпаторія — 29 листопада 2018, там же) — Почесний Голова Духовного Управління релігійних організацій караїмів України, співголова міжконфесійної ради АРК «Світ — Дар Божий», почесний голова міжконфесійної ради Євпаторії «Світ. Згода. Єдність».

## Біографія та діяльність
Народився в Євпаторії в караїмській родині. Здобув вищу педагогічну освіту в Кримському державному педагогічному інституті ім. М. В. Фрунзе. З 1949 року працював у системі народної освіти вчителем фізкультури, а потім, з 1969 року, директором комплексної дитячо-юнацької спортивної школи у м.  Євпаторії. Добре володіє німецькою мовою.
В1989 року обраний першим головою національно-культурного товариства караїмів Євпаторії. В 1994 разом з Віктором Захаровичем Тіріякі і Костянтином Самуїловичем Батозським вирушив у відповідальну поїздку до Галича (Івано-Франківська область), звідки привіз вівтар та інше релігійне начиння колишньої Галицької кенаси. В 2000 році обраний головою Духовного правління караїмів Криму, яке в 2002 році перепрофільоване в Духовне управління релігійних організацій караїмів України. З 2004 по 2007 роки - голова Вищої Ради караїмів України. Брав участь у реставрації комплексу караїмських кенас в Євпаторії.
30 січня 2011 року, в Сімферополі на звітно-перевиборних конференціях Давид Ель був обраний до складу президії Асоціації кримських караїмів «Кримкарайлар» і Всеукраїнської Асоціації кримських караїмів «Кримкарайлар».
13 лютого 2011 року, в Євпаторії на IV конференції Духовного Управління релігійних організацій караїмів України Д. М. Ель відмовився від посади у зв'язку з похилим віком та станом здоров'я. Був обраний Почесним Головою Духовного Управління релігійних організацій караїмів України.
Помер в Євпаторії 29 листопада 2018 року на 90-му році життя.

## Нагороди та відзнаки
Нагороджений урядовими нагородами, грамотами Міністерства освіти СРСР і УРСР, почесними грамотами та медалями Верховної Ради України, Кабінету Міністрів України і Криму, медалями «За заслуги перед Євпаторією», «Ветеран праці» (1980 рік), «За доблесну працю у Великій Вітчизняній війні 1941—1945 рр»(1995 рік), « 50 років звільнення Криму від німецьких загарбників»(1995 рік).
Кавалер українського ордена «За заслуги» III ступеня (2008 рік). Лауреат Євпаторійської міської премії «Суспільне визнання» (2013 рік) у номінації «З людьми і для людей».

## Публікації
- Ель. Д. М. «Евпаторийские свершения» // «Караимские вести». — Москва, 1995  — № 12;
- Ель. Д. М.  «Человек с большой буквы» // «Караимские вести». — Москва, 1995. — № 15;
- Ель. Д. М.  «Лекторий при караимском музее» // «Караимские вести». — Москва, 1997. — № 32;
- Ель. Д. М.  «Приглашает Евпатория» // «Караимские вести». — Москва, 1998. — № 9(42);
- Ель. Д. М.  «Древние молитвы зазвучали на тюркском наречии для гостей Крыма — караимов по вероисповеданию из Израиля» / С. Б. Синані, Д. М. Ель // «Къырым». — Сімферополь, 1998. — 31 жовтня;
- Ель. Д. М.  «Dżuft-Kale — świątynia krymskich Karaimów» // «Awazymyz: pismo historyczno-społeczno-kulturalne Karaimów». — Вроцлав, 2001. — № 1(5). — C. 18-19;
- Ель. Д. М.  «Приоритеты — духовность, образованность, благотворительность. Тематика Национального караимского съезда сохранила актуальность до наших дней.» По матеріалам «Известий караимского духовного правления» за 1917 рік // «Караимская газета». — Евпаторія, 2003.  — 23–25 травня;
- Ель. Д. М. , В. Ю. Ормелі. «Вновь провокация конфликта в Бахчисарае?» // «Къырым къарайлар». — Сімферополь, 2008. — № 6(41).